# كلب المراعي الأسترالي
كلب المراعي الأسترالي (بالإنجليزية: Australian Cattle Dog)‏ هو كلب من سلالة كلاب الرعي موطنه الأصلي في أستراليا، وهو ناتج عن تهجين (عبور جيني) من الكلب الأسترالي القادم من إنجلترا. وبدأ ظهور هذا الكلب في القرن التاسع عشر في مدينة نيوساوث ويلز.
كلب المراعي الأسترالي هو كلب متوسط الحجم، وشعر فراءه قصير ويتكون من طبقتين رئيسيتين تشكلان لونيين هما الأزرق والأحمر بشكل رئيسي. كما هو الحال مع جميع أفراد سلالة كلاب الرعي يتميز كلب المراعي الأسترالي بمستوى عالي من الذكاء والطاقة والإستقلالية. يستجيب بشكل جيد للتدريب المنظم، ويرتبط بشكل قوي مع أصحابه ويحمي ممتلكاتهم. يتعرض لبعض المشاكل الصحية الناتجة عن التوريث مثل الصمم والعمى التدريجي، لكن هو من سلالة قوية بالعمر فمتوسط العمر الافتراضي بين (12-14) سنة. ويشارك الكلب حالياً بأنشطة الرعي، كما يشارك في المسابقات الرياضية، ويستعمل ككلب مساعد.

## الخصائص

### المظهر
يظهر كلب المراعي الأسترالي بشكل قوي لامتلاكه عضلات بحجم مضغوط؛ مما يعطي انطباعاً بالمرونة والقوة. يملك جمجمة عريضة ومسطحة بشكل واضح بين العينيين، وعضلات الخدين متوسطة الطول وعميقة، ويملك فك قوي. ثقوب الأذن صغيرة إلى متوسطة في الحجم وتتكون من ثقوب متباعدة في الأذن الواحدة وتغطيها الشعر من الداخل. العيون بيضاوية ومظلمة ذات بريق. اليدين مستقيمة ومتوازنة، والأقدام مقوسة مع أظافر قوية وصغيرة.

### الحجم
طول أنثى كلب المراعي الأسترالي البالغة تقريبا 43-48 سم (17-19 إنش)، والذكر البالغ 46–51 سم (18–20 إنش). ويكون جسم الكلب أطول من ذيله، وطول الجسم من عظمة الصدر إلى الأرداف أطول من ارتفاع جسم الكلب بنسبة 10 إلى 9. كلب المراعي الأسترالي يزن في حالته الطبيعية (15-22 كغ)